# 扬内·劳卡宁
扬内·劳卡宁（芬蘭語：Janne Laukkanen，1970年3月19日—），芬兰男子冰球运动员。他曾代表芬兰参加1992年、1994年和1998年冬季奥林匹克运动会冰球比赛，共获得二枚铜牌。